# Dunnington (Warwickshire)
Dunnington – wieś w Anglii, w Warwickshire. Leży 13,2 km od miasta Stratford-upon-Avon, 25,1 km od miasta Warwick i 145,6 km od Londynu. W latach 1870–1872 miejscowość liczyła 265 mieszkańców.